# Antonio Soler
Antonio Soler właśc. Antonio Francisco Javier José Soler Ramos (ochrz. 3 grudnia 1729 w Olot, zm. 20 grudnia 1783 w San Lorenzo de El Escorial) – hiszpański kompozytor.
Uczeń Domenico Scarlattiego. Pracę zaczynał jako kapelmistrz katedry w Lérida. Od 1753 był organistą i kierownikiem chóru w klasztorze El Escorial koło Madrytu. Przez pewien czas uczył muzyki w hiszpańskiej rodzinie królewskiej.
Komponował sonaty klawesynowe i organowe, koncerty na dwoje organów oraz utwory religijne. Jest autorem muzyki do dramatycznych interludiów według Pedro Calderona. Napisał także traktat teoretyczny Llave de la Modulacion y antigue dades de la musica.

## Posłuchaj
| (audio)                                      | \| (info) \| \| \| \| (info) \| \| \| \| Problem ze ściągnięciem pliku? Zobacz pomoc. \| |
| (info)                                       |                                                                                          |
|                                              |                                                                                          |
| (info)                                       |                                                                                          |
|                                              |                                                                                          |
| Problem ze ściągnięciem pliku? Zobacz pomoc. |                                                                                          |